# Famille de Pas de Feuquières
La famille de Pas de Feuquières est une famille éteinte de la noblesse française, originaire de Pas-en-Artois en Artois. 
Elle compte parmi ses membres des militaires et des prélats. 
Éteinte en 1770 en la personne d’Antoon Maximiliaan de Pas, dernier du nom, mort sans postérité.

## Histoire
Famille noble de l'Artois, elle tire son nom du bourg de Pas-en-Artois, dans le Pas-de-Calais, et qui était connue dès le temps des Croisades[réf. nécessaire]. La famille de Pas étendit ses possessions en Picardie en nouant des alliances matrimoniales. Elle entra en possession de la seigneurie de Feuquières, dans le Beauvaisis en 1320, par le mariage de Jean de Pas et Jeanne, dame de Feuquières,,.

## Filiation
Ci-dessous, une filiation simplifiée de la famille de Pas, :
- Jean de Pas, seigneur de Feuquières, marié en 1320 avec Jeanne, dame de Feuquières.
  - Vuiards de Pas, écuyer, seigneur de Feuquières, marié avec Catherine de Bacouel.
    - Jean de Pas, écuyer, seigneur de Feuquières, marié avec une demoiselle de Brunsay.
      - Charles de Pas, écuyer, seigneur de Feuquières, marié avec Jeanne de Sains.
        - Philippe de Pas, seigneur de Marcelcave (1514), maître d'hôtel ordinaire du roi Louis XII, gouverneur du fort de Beauquesne, marié avec Antoinette du Bois, dont postérité sur une génération.
        - Antoine de Pas, écuyer, seigneur de Feuquières, de Brunelieu et de Foucaucourt, panetier ordinaire du roi Charles VIII, marié avec Jeanne de Châtillon, dame de Rougeou.
          - Jacques de Pas, chevalier, seigneur de Feuquières, seigneur de Rozières-sur-Crise(Aisne), vicomte de Jumencourt, porte enseigne de la compagnie du Dauphin, maître d'hôtel du Roi, gouverneur de Corbie, marié en 1515 avec Jeanne de Madaillan.
            - Louis de Pas, baron de Jumencourt(Aisne), seigneur de Feuquières, seigneur de Rozières-sur-Crise(Aisne), chevalier, conseiller et maître d'hôtel du Roi, marié en 1533 avec Anne de Mazancourt.
              - François de Pas (?-1590 à Ivry-la-Bataille), marquis de Feuquières, premier chambellan de Henri IV, maréchal de camp, gouverneur de Péronne, Roye, et Montdidier (Somme), marié en 1578 avec Madeleine Motier de La Fayette (ca. 1559-1616).
                - Manassès de Pas de Feuquières (1590 à Saumur-1640 à Thionville), marquis de Feuquières, lieutenant général des armées du roi et général en chef de ses armées, gouverneur de Vic, Toul, puis Verdun, ambassadeur extraordinaire en Allemagne, marié avec Anne Arnauld (?-1640 à Paris).
                  - Isaac de Pas de Feuquières (1618 à Temple-1688), marquis de Feuquières, lieutenant général des armées du roi, gouverneur de Verdun, conseiller d'état ordinaire, ambassadeur extraordinaire en Suède et en Espagne, vice-roi de l'Amérique, marié en 1647 avec Anne Louise de Gramont (ca. 1627-1666).
                    - Antoine de Pas de Feuquières (1648 à Paris-1711), marquis de Feuquières, gouverneur de Verdun et lieutenant général (1693), marié en 1695 avec Marie Madeleine Thérèse de Monchy (1669-1737 à Port-Royal) dame d'Hocquincourt, dame d'honneur de Marie Anne de Bourbon.
                      - Antoine de Pas (1709-1737), marquis de Feuquières, maître de camp et colonel du régiment Bourgogne Infanterie, marié en 1727 avec Marguerite Paule de Grivel de Grossouvre (1702 à Paris-1743).
                        - Antoine de Pas (1728 à Paris-avant 1730), marquis de Feuquières.

                    - François de Pas (ca. 1649-1694), seigneur d'Harbonville, comte de Rébénacq, capitaine au régiment du roi, sénéchal et lieutenant général de Navarre et Béarn, ambassadeur en Espagne, marié en 1672 avec Jeanne d'Esquille (?-après 1719) comtesse de Rébénacq, sans postérité masculine.
                    - Antoine de Pas (1652- ?).
                    - Charles de Pas (?-1678), capitaine de vaisseau.
                    - Henri de Pas (?-1676 en Sicile), capitaine de vaisseau.
                    - Jules de Pas (ca. 1655-1741 à Paris), comte de Feuquières, page de Grande Écurie, lieutenant général pour le Roi dans la province de Toul, colonel d'un régiment d'infanterie, marié en 1696 à Paris avec Catherine Marguerite Mignard (1657 à Rome-1742 à Paris).
                    - Philibert Charles de Pas de Feuquières (1657-1726 à Agde), évêque d'Agde (1702-1726).
                    - Simon de Pas, capitaine de vaisseau.
                    - Armand de Pas (1661 à Paris- ?).

                  - François de Pas (1610 à Temple-1691), grand doyen de Verdun.
                  - Charles de Pas (1620-1652), maréchal de camp.
                  - Henri de Pas, maréchal de camp des armées du roi, gouverneur de Toul, conseiller d'honneur du parlement de Metz, marié en 1663 avec Julienne Pétronille von Limburg-Styrum.
                    - Maximilian Henry de Pas, comte de Pas, marquis de Feuquières, gouverneur de Moncon, marié en 1701 à Münster avec Amalia Catharina Boermans (1669 à Well-1709 à Alphen aan den Rijn).
                      - Antoon Maximiliaan de Pas (1708 à Well-1770 à Well), comte de Pas, marquis de Feuquières, seigneur de Well, marié en 1733 à Nijmegen avec Odilia Louisa Cherubina van Stepraedt (1697 à Nijmegen- ?), dernier du nom mort sans postérité.

                  - Louis de Pas ( ?-1670) maréchal de camp, commandant dans la ville de Verdun, marié en 1655 avec Diane de Poix.
                    - Louis de Pas, chevalier , seigneur de Mazancourt, comte de Mazancourt, marié avec Marie Pingré.
                      - François de Pas de Feuquières (ca. 1653-1731 à Paris), capitaine de vaisseau, gouverneur de la Grenade en 1711, de la Guadeloupe en 1717 et gouverneur général des Iles du Vent de 1717 à 1728.

            - Ozias de Pas, écuyer.
            - Antoine de Pas, écuyer.
            - Philippe de Pas, chevalier , seigneur de Pas, marié avec une demoiselle de Simiane de Gordes.
            - Jacques de Pas.
            - Jean de Pas (ca. 1530-1569 à La Charité-sur-Loire) chevalier , seigneur de Martinsart, d'Arcy et de Ravelin, page de François II, gentilhomme de la chambre, maréchal de camp en l'armée des protestants, commandant une compagnie de chevaux légers, gouverneur de Roye (Somme) et de La Charité-sur-Loire (Nièvre), marié en 1567 avec Charlotte Arbaleste (1548-1606 à Saumur).

## Personnalités
- Manassès de Pas de Feuquières (1590-1640), lieutenant général ;
- Isaac de Pas de Feuquières (1618-1688), ambassadeur de France en Suède de 1672 à 1682 ;
- Antoine de Pas de Feuquières (1648-1711), lieutenant général ;
- Philibert Charles de Pas de Feuquières (1657-1726), évêque d'Agde de 1702 à sa mort.

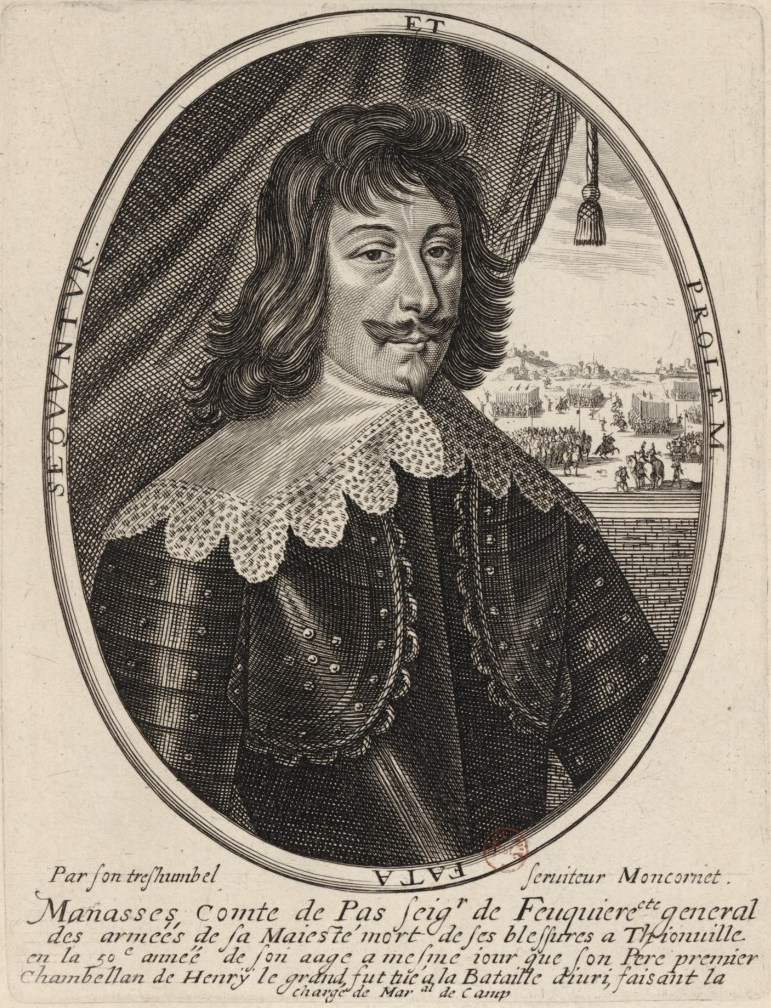
Manassès de Pas de Feuquières
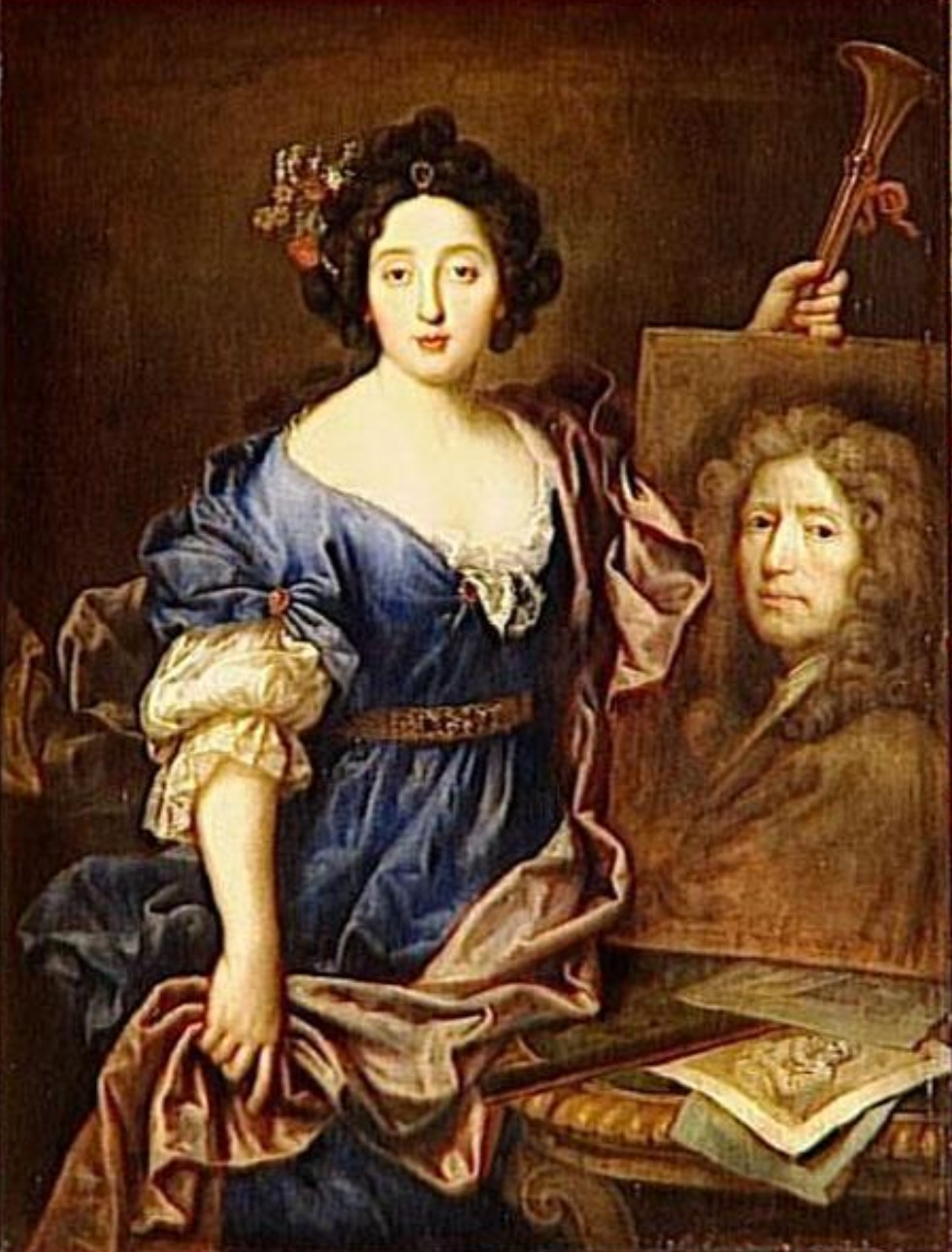
Catherine de Pas de Feuquières, née Mignard (1657-1742)

## Alliances
Les principales alliances de la famille de Pas sont : de Madaillan (1515), de Mazancourt (1533), Motier de La Fayette (1578), de Gramont (1647), etc.

## Armoiries
La famille de Pas porte : De gueules au lion d'argent.